# Борисяк, Андрей Алексеевич
Андре́й Алексе́евич Борися́к (6 февраля (18 февраля) 1885, Самара, — 21 апреля 1962, Москва) — русский и советский виолончелист, поэт и астроном, автор первой отечественной школы для виолончели (1949). Первооткрыватель первой Новой звезды XX века.

## Биография
Родился 6 февраля 1885 года в Самаре, в семье межевого инженера. Раннее детстве провел в Самаре и Челябинске. После кратковременного пребывания в Петербурге переехал в Киев с родителями в 1900 году. Общее образование получил в Киевской 5-й гимназии. Тогда же в Киеве, в возрасте 17 лет, начал заниматься на виолончели, получив первые уроки у И. В. Петра (ученика Кленгеля).
В 1901 году, будучи астрономом-любителем, открыл Новую звезду в созвездии Персея.
В 1905—1908 годах учился на физико-математическом факультете Петербургского университета, не прекращая занятий на виолончели, которыми руководил Я. С. Розенталь.
В 1908 году поступил в консерваторию, в класс А. В. Вержбиловича. Как хорошо технически подготовленный музыкант, сразу был принят на старшее отделение. В год окончания школы Я. С. Розенталя, участвуя в концерте своего учителя, сыграл концерт Сен-Санса «Одиночество» и «Вальс» Давыдова.
Весной 1911 года окончил консерваторию со званием свободного художника. В последние месяцы пребывания в консерватории занимался у И. И. Зейферта, который заменил тяжело заболевшего Вержбиловича.
В течение 1912—1913 годов ездил в Париж на консультации к Пабло Казальсу, который ещё за несколько лет до того, концертируя в России, произвел неотразимое впечатление на молодого музыканта. С 1913 по 1918 год преподавал в Харьковском музыкальном училище, а затем — в консерватории. Одновременно выступал и в концертах, преимущественно в камерных. В его репертуаре были сонаты Генделя, Баха, Бетховена, Шопена, Грига, Рубинштейна, Рахманинова, которые исполнял с пианистами Н. А. Орловым, Е. А. Бекман-Щербиной и другими.
С 1919 года в Москве, преподавал в музыкальных училищах и школах Москвы.
Кандидат искусствоведения (1944). В качестве кандидатской диссертации защитил методическое пособие «Метод органического развития приемов игры на виолончели» (М., 1934; второе издание М., 1947). Автор первой отечественной школы для виолончели (1949) и других инструктивных сочинений.
Умер после тяжелой болезни 21 апреля 1962 года.

## Музыкальная деятельность
Влечение к музыке проявил уже в раннем детстве. Первые музыкальные впечатления были связаны с игрой его матери — отличной пианистки, скрипача К. М. Думчева и виолончелиста А. Ф. Вербова. Музыкой Андрею Борисяку, ввиду его повышенной нервности, было запрещено заниматься, тем не менее, он самоучкой выучился играть на флейте, подбирал на рояле все слышанное. В первый же год занятий участвовал в публичном музыкальном вечере учащихся высших курсов, исполнив «Kol Nidrei» Бруха.
В последние месяцы пребывания в консерватории занимался у Зейферта, который заменил тяжело заболевшего Вержбиловича. В программе музыкального утра, данного 31 октября 1910 года в честь директора Парижской консерватории Г. Форе, Борисяк, исполнявший «Элегию» этого композитора, значится как ученик «класса заслуженного профессора Вержбиловича в заведовании профессора Зейферта».
В первый же год своего пребывания в Харькове помимо участия в нескольких камерных концертах сыграл (17 марта 1914 года) с оркестром под управлением Н. А. Малько концерт Сен-Санса.
В Харькове проводил сонатные вечера с Е. А. Бекман-Щербиной в 1917—1918 годах, когда они исполняли сонаты Баха, Бетховена, Брамса, Шопена, Рахманинова.
Эпизодически играл и виртуозные пьесы — «У фонтана» Давыдова, «Пчелки» Шуберта или «Бабочки» Поппера (октябрь 1917 года).
Поселившись в 1919 году в Москве, почти целиком отдался педагогической, а затем и методической деятельности. В 1920 году в концерте, посвященном памяти К. Ю. Давыдова, он сыграл его II концерт и принял участие в исполнении квинтета.

## Педагогическая деятельность
Начал преподавать в 1913 году (и по 1918) в Харьковском музыкальном училище, а затем — в консерватории.
Свыше сорока лет преподавал в музыкальных училищах (техникумах) и школах Москвы, воспитав большое количество виолончелистов, в дальнейшем продолживших свое образование в консерватории и занявшихся профессиональной деятельностью. Внес значительный вклад в педагогическую и методическую литературу виолончели.
Вместе с композитором А. М. Дзегелёнком составил «Педагогический репертуар для виолончели в сопровождении фортепиано». Пять сборников этого собрания, содержащего ценные в музыкальном и педагогическом отношениях пьесы, были в 1937—1940 годах изданы под общей редакцией С. М. Козолупова и затем неоднократно переиздавались. Ему принадлежат также «Упражнения в игре на виолончели с большим пальцем» (М., 1929).
В разное время преподавал в музыкальных училищах им. Скрябина, им. Гнесиных, им. Игумнова, им. Ипполитова-Иванова и в музыкальных школах Дзержинского, Советского, Щербаковского и Бауманского районов Москвы, а также в Лосиноостровской специальной школе. В школах Щербаковского и Бауманского районов он работал вплоть до наступления тяжелой болезни, приведшей его к кончине 21 апреля 1962 года.
Интересное методическое пособие представляет собой его труд «Метод органического развития приемов игры на виолончели» (М., 1934; второе издание М., 1947), успешно защищенный автором в качестве кандидатской диссертации в 1944 году.
Завершением этой области деятельности явилась его «Школа игры на виолончели» (М., 1949) — первая советская виолончельная «Школа», содержащая немало ценных педагогических мыслей и наблюдений и интересный инструктивный материал. Ещё в 1929 году в Москве была издана его книжка «Очерки школы Пабло Казальса», вызвавшая значительный интерес не только среди виолончелистов.
В своей педагогической и методической деятельности творчески применял принципы усвоенной им русской классической школы, которые он стремился передать молодым советским виолончелистам. В очерке, опубликованном к 100-летию Ленинградской консерватории, вслед за такими её воспитанниками — основателями советской виолончельной школы, как С. М. Козолупов в Москве и А. Я. Штример в Ленинграде, названы некоторые ученики А. В. Вержбиловича, которые «достойно продолжали славные Давыдовские традиции», — А. Борисяк, Л. Ростропович и Б. Степинский.

## Благотворительная деятельность
В конце 1914 года дал концерт в пользу пострадавших на войне солдат и их семей, исполнив произведения Генделя, Форе, Шмита, Давыдова и Глазунова. Выступал и в других благотворительных концертах.

## Астрономия
Любовь к музыке делил с увлечением астрономией и 8 (21) февраля 1901, будучи учеником Киевской 5-й гимназии, вместе со своим другом А.Барановским открыл Новую звезду в созвездии Персея, за что получил телескоп фирмы Цейсс от императора Николая Александровича и был избран в члены Русского астрономического общества. Несколькими часами позднее Новая была замечена Андерсоном в Эдинбурге.
По рекомендации Фламмариона стал членом Французского астрономического общества.

## Поэзия
Принадлежал к течению футуризма, в знаменитой «Студии импрессионистов» был представлен наряду с Д. Бурлюком и В. Хлебниковым стихотворением «Гроза» (Набросок) и эссе «О живописи музыки» (Студия импрессионистов. Кн. 1. Ред. Н. И. Кульбина, Н. И. Бутковской. СПб.: «Современное искусство», 1910. 127 с.).

## Семья
Дед — профессор Харьковского университета — Никифор Дмитриевич Борисяк, один из первых исследователей геологии Донецкого каменноугольного бассейна.
Дед по материнской линии — один из героев Севастопольской кампании 1854—1855 годов — полковник Ползиков.
Отец — Алексей Никифорович, межевой инженер, служил на постройках железных дорог.
Мать — Анна Александровна, пианистка, приложила все усилия к тому, чтобы дать детям отличное образование, в частности, музыкальное, хорошее знание иностранных языков и художественной литературы.
Старший брат — Алексей, российский и советский палеонтолог и геолог, академик АН СССР.
Первая жена — Котович-Борисяк Раиса Ивановна (1890—1923), художница Серебряного века, живописец, график. Вторая жена — Евгения Александровна (урожд. Бобрищева-Пушкина) (1890—1978)), поэтесса, футурист.

## Интересные факты биографии
Одним из его учеников-виолончелистов был Митрополи́т Питири́м.